# Aelianus Tacticus
Aelianus Tacticus (Aelian Taktyk) – grecki pisarz z II wieku, piszący o sztuce wojennej. Aelianus, mieszkający w Rzymie, był autorem rozprawy Τaκτικη Өєωρίa (Taktikē theōria, Teoria taktyki), prawdopodobnie napisanej w 106 n.e., która wpłynęła na bizantyńską i muzułmańską sztukę wojenną, a także na sztukę wojenną szesnastowiecznej Europy. Praca Aelianusa zawiera wiele informacji o taktyce macedońskiej falangi.
Pierwsze wydanie greckiego tekstu ukazało się w Wenecji w 1552 roku. W XIX wieku tekst traktatu opublikowali W. Rüstow i H. Köchly w pracy Griechische Kriegsschriftsteller (1855) wraz z przekładem na niemiecki, przypisami i reprodukcjami oryginalnych ilustracji. 